# Pelle Gris
Pelle Gris (engelsk: Porky Pig) er en amerikansk tegnefilmsfigur, der optrådte i mange år med Daffy And.
| Fiktion | Spire Denne artikel om en historie eller noget fiktivt er en spire som bør udbygges. Du er velkommen til at hjælpe Wikipedia ved at udvide den. |